# Oroz-Betelu
Oroz-Betelu en espagnol ou Orotz-Betelu en basque, est une municipalité de la communauté forale de Navarre, dans le Nord de l'Espagne.
Elle est située dans la zone linguistique mixte de la province. Elle appartient à la mérindade de Sangüesa et se situe à 29 km (45,5 km par la route) au nord-est de la capitale de la Navarre. Le secrétaire de mairie est aussi celui de Arce et Longida.

### Sources
- (es) Cet article est partiellement ou en totalité issu de l’article de Wikipédia en espagnol intitulé « Oroz-Betelu » (voir la liste des auteurs).